# 福島県道373号福島停車場線
福島県道373号福島停車場線（ふくしまけんどう373ごう ふくしまていしゃじょうせん）は、福島県福島市内に存在した一般県道である。

## 概要
- 起点 : 福島市栄町（福島駅東口前タクシープール・福島県道3号福島飯坂線（飯坂街道）交点）
- 終点 : 福島市栄町（国道13号信夫通り・栄町交差点）
- 総延長 : 223m[1]
  - 実延長：総延長に同じ
- 路線認定年月日：1975年2月14日[2]
- 路線廃止年月日：2025年3月25日[3]

福島駅東口から東に一直線に伸びる目抜き通りであり、「駅前通り」と愛称がつけられている（駅前通りとしての終点は県道終点の一区画東、パセオ通り・レンガ通り（奥州街道、旧国道4号）との交点である）。沿道にはホテルや多数の飲食店などが軒を連ねている。車両通行止めにした上でイベントの会場として利用されることも多く、春の開花来馬宣言パレード、夏の福島わらじまつり、秋の福島バス祭りや福島稲荷神社例大祭連山車、正月の出初式と多彩な行事が季節を問わず行われる。以前は更に、定期的（土休日）に歩行者天国が行われていた。
1887年（明治20年）12月15日に福島駅が開業した際、東側に離れた奥州街道と駅を一直線に結ぶために整備された道路であり、初代福島町長の鐸木三郎兵衛の提案で町が栄えるようにと「栄通り」と名付けられた。起終点の行政区分、栄町の名の由来は栄通りの沿線であることから来ている。その後1908年（明治41年）に当路線上に信達軌道（後の福島交通飯坂東線）が敷設され、1971年（昭和46年）4月12日まで路面電車が併走していた。また、戦前までは柳の並木が植えられていたことから「青柳通り」との愛称もあった。1954年8月31日に現行の道路法のもと一般県道北町福島停車場線として県道に指定され、1975年2月14日に現在の路線の路線認定がなされた。2024年6月、中合百貨店跡地をはじめとした福島駅東口再開発事業が行われるに伴い、一体的な整備を行うため当路線の市道移管への協議がなされ、2025年3月27日に県道路線を廃止され、道路管理者が福島県から福島市に移管された。以降は2024年12月に路線指定された一般市道栄町6号線となる。

## 沿線（起点から終点に向かって記載）

### 北側
- エスタビル（1F-東邦銀行福島駅前支店）
- 福島トヨタビル（1F-福島信用金庫駅前支店）
- 吾妻ビル
- セブン-イレブン福島栄町店
- 福島秋葉神社（本社は静岡県浜松市天竜区春野町領家にある秋葉山本宮秋葉神社）
- AXCビル（旧ニュー福ビル）
  - ホテルクラウンヒルズ福島・大和証券福島支店・福島東口駅前 アックス（AXC）

### 南側
- なか卯福島東口店
- 福島栄町郵便局
- 福島県立医科大学保健科学部

### 閉店・移転したもの
- 山田百貨店 - 福島ビブレを経て曽根田町（当時の曾根田町）の曽根田駅前に移転後、さくら野百貨店となり閉店。
- コルニエツタヤ
- 長崎屋福島店
- フレッシュネスバーガー福島駅前店
- ファッションプラザ・レッツ（福島東口駅前 アックスとなる）
- アクティ21（コルニエツタヤ跡地に開設　2017年に解体）
- 辰巳屋ビル - ホテル辰巳屋（2019年8月閉館）、中合福島店（2020年8月末閉館[6]）、福島市街なか交流館（旧中合福島店にいちい街なか店などが出店、2022年2月28日閉館[6]）
- ドトールコーヒーショップ福島東口店